# Gottardiiet
Het mineraal gottardiiet is een zeer sterk gehydrateerd natrium-magnesium-calcium-aluminium-silicaat, een verbinding van tectosilicaten met natrium, magnesium, calcium en aluminium met de molecuulformule Na3Mg3Ca5Al19Si117O272·93(H2O). Het is naar professor Glauco Gottardi (1928-1988) genoemd van de Universiteit van Modena in Italië, vanwege zijn pionierswerk op het gebied van natuurlijke zeolieten. Het is een zeoliet, dus een tectosilicaat. Het is een zeldzame zeoliet door de hoge concentratie water en voor zover bekend het meest gehydrateerde mineraal. Het heeft een orthorombisch kristalstelsel en een perfecte splijting volgens het kristalvlak [001]. Het heeft geen duidelijke kleur, een glasglans en een witte streepkleur. De massadichtheid is 2,14 kg/l, de hardheid is onbekend en het mineraal is niet radioactief. De typelocatie is de Mount Adamson in Victoria land op Antarctica.